# Tour Velasca
La tour Velasca (en italien Torre Velasca), avec ses 26 étages et 106 mètres de hauteur est l'un des gratte-ciel les plus élevés de Milan. Elle est située au numéro 5 de la place homonyme, dans le centre de la capital lombarde et au sud du Dôme.

## Concepteurs
L'édifice a été conçu par l'agence d'architecture BBPR (acronyme créé avec les premières lettres des patronymes des quatre architectes fondateurs de ce groupement Gian Luigi Banfi, Lodovico Barbiano di Belgiojoso, Enrico Peressutti et Ernesto Nathan Rogers).

La tour pendant la construction, vue du Duomo de Milan
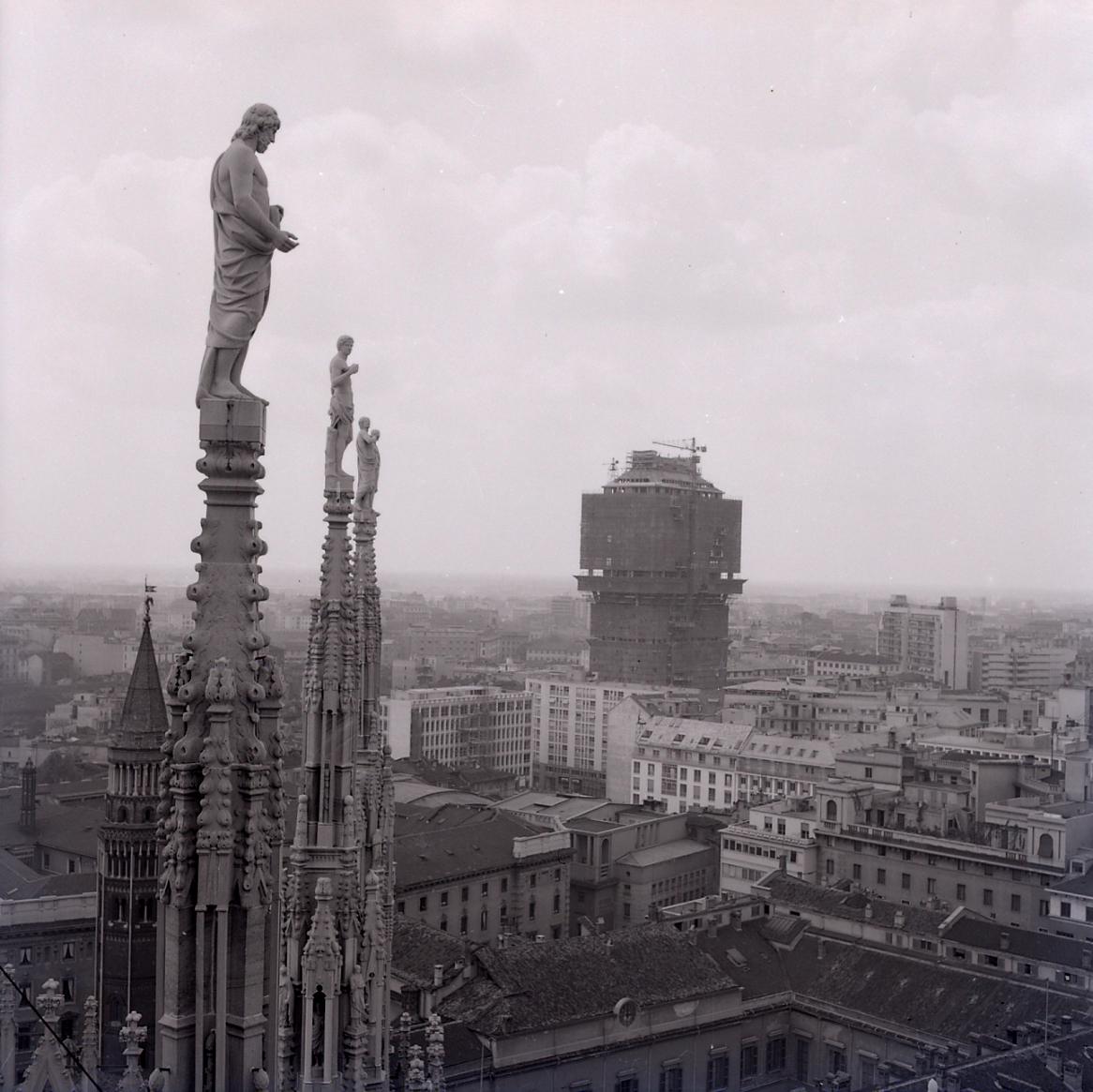
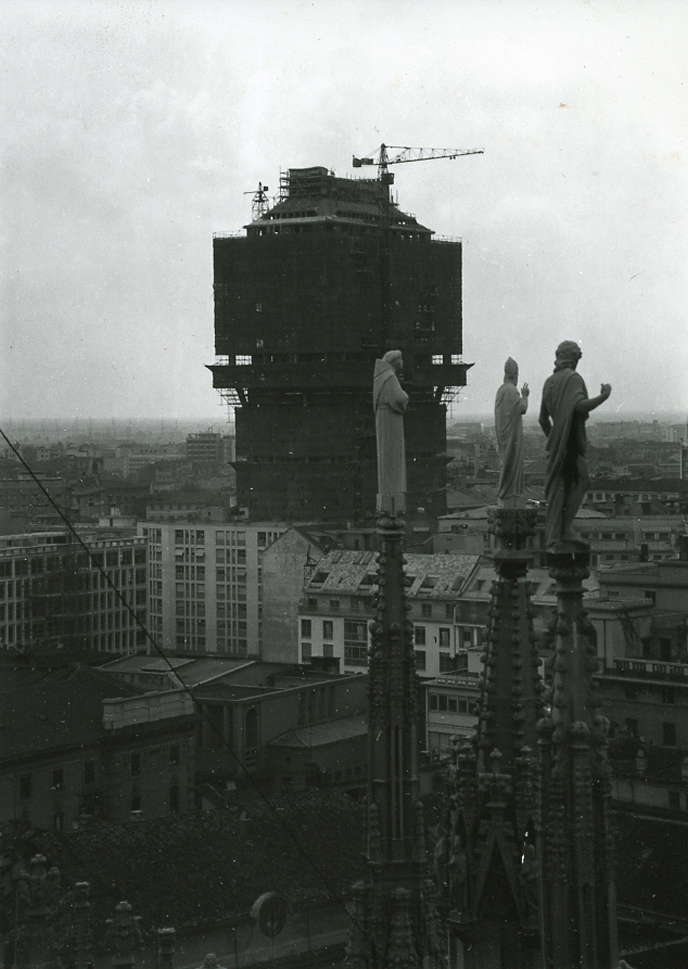

La tour Velasca, construite entre 1956 et 1958 par la Società generale immobiliare, s'élève dans le panorama urbain milanais et dans une zone autrefois résidentielle, détruite lors des bombardements anglo-américains subis par la ville en 1943.
C'est au milieu de cette zone que se trouve la tour, projet qui s'intègre au courant néo-Liberty italien, avec des notes de brutalisme et présente des références à l'architecture rationaliste italienne ainsi qu'au passé architectural du lieu et de la cité, selon la théorie de la préexistence environnementale retenue par l'agence BBPR. Ainsi, la tour Velasca évoque-t-elle les clochers de la ville, le Dôme et surtout le château des Sforza.
Avec ses étages supérieurs bâtis en surplomb, la tour Velasca a une forme caractéristique de « champignon » et elle est l'un des symboles les plus connus de la ville.
Les dix-huit premiers étages sont occupés par des magasins et des bureaux tandis que les huit derniers le sont par des appartements.
Le profil de la tour est la conséquence d'une longue étude qui trouve ses origines dans la recherche de réponses fonctionnelles à la contrainte de la position de sa base dans la petite place homonyme.

Autres photographies de Paolo Monti
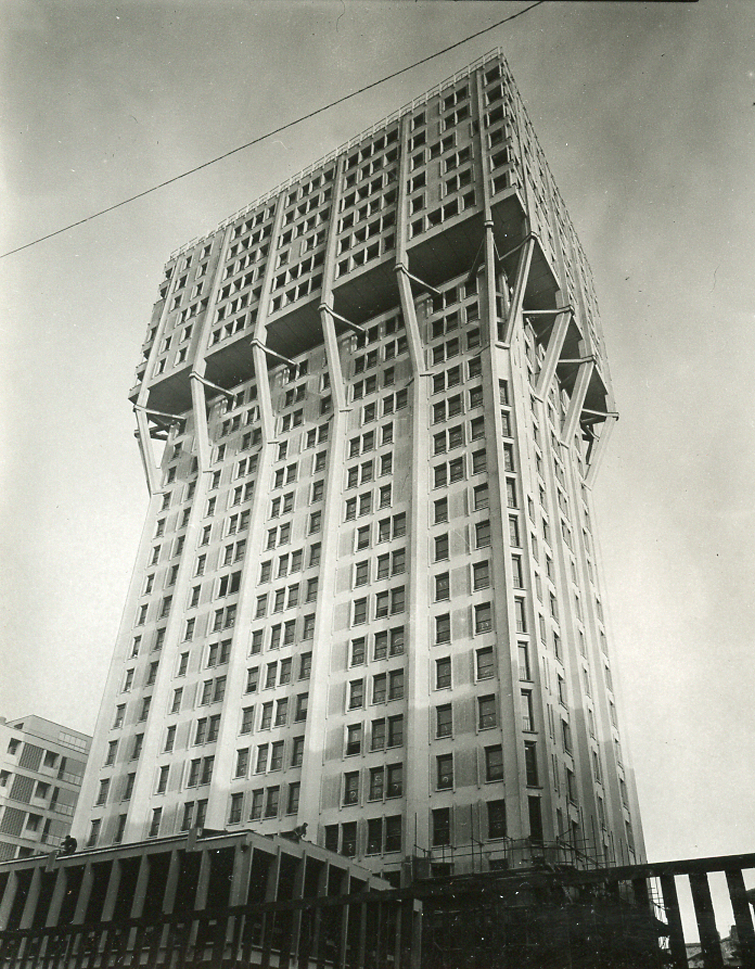
La vue de la tour de dessous
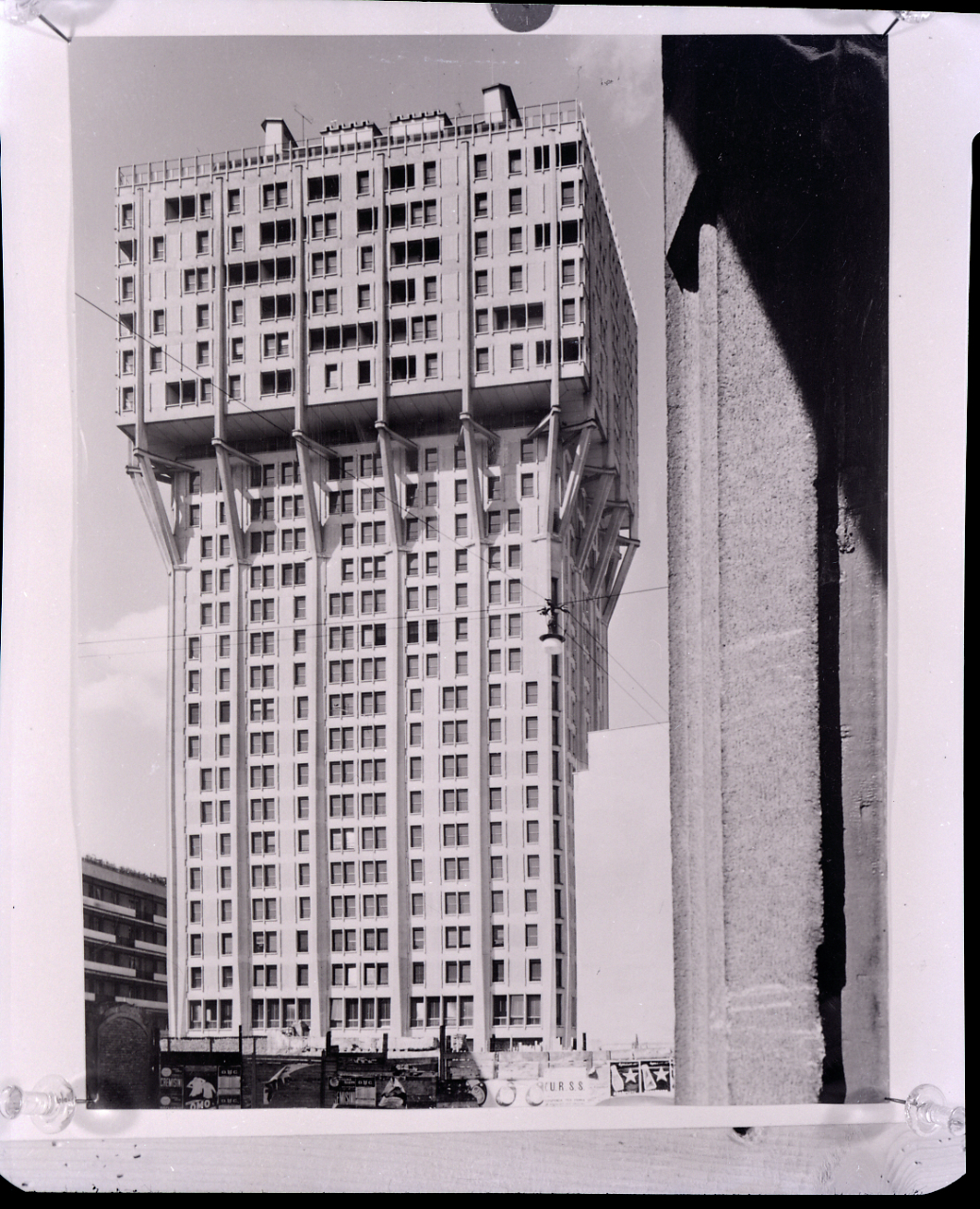